# Arhivele Statului din Călărași
Arhivele Statului din Călărași este un monument istoric aflat pe teritoriul municipiului Călărași.